# Bisfenol A
Bisfenolul A (BPA) este un organic sintetic cu formula chimică (CH3)2C(C6H4OH)2, fiind un derivat de difenilmetan. Este un solid incolor solubil în solvenți organici, dar greu solubil în apă. Este folosit ca și monomer în procesul de obținere al policarbonaților. Producția globală în 2022 a fost estimată la aproximativ 10 milioane de tone.

## Obținere
Bisphenolul A a fost sintetizat pentru prima dată de către chimistul rus Alexander Dianin în anul 1891. Compusul se obține printr-o reacție de condensare a acetonei (de unde și provine „A-ul” din denumire) cu doi echivalenți de fenol. Reacția este catalizată de un acid tare, precum acidul clorhidric (HCl). La nivel industrial, se utilizează un exces considerabil de fenol pentru ca racția de condensare să fie totală.

## Siguranța umană

### Efecte asupra sănătății și reglementări

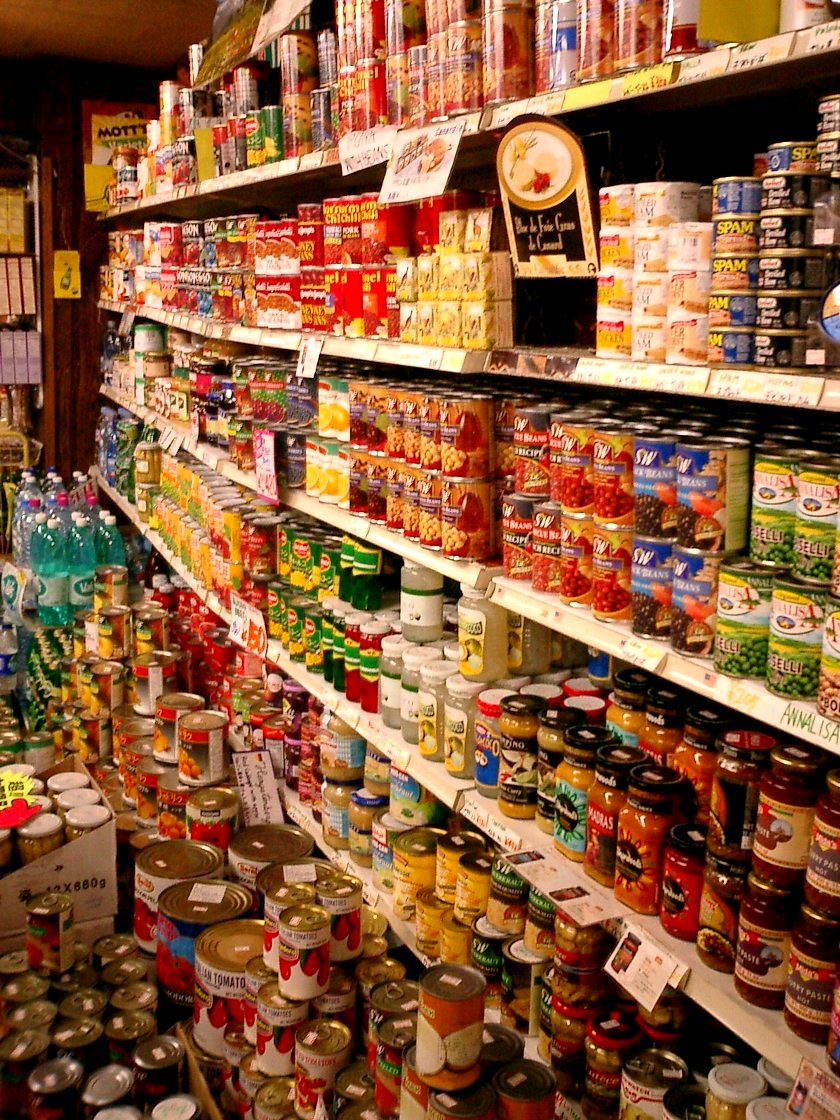
Cea mai mare expunere pe care oamenii o au la BPA este din ambalajele alimentare, în special din căptușeala epoxidică a alimentelor metalice, a cutiilor de băuturi și a sticlelor de plastic.

Efectele BPA asupra sănătății au făcut obiectul unei dezbateri publice și științifice prelungite,   PubMed listând peste 17.000 de lucrări științifice începând cu 2023. Preocuparea este legată în principal de activitatea sa asemănătoare estrogenului, deși poate interacționa cu alte sisteme de receptori ca substanță chimică care perturbă sistemul endocrin. Toate aceste interacțiuni sunt foarte slabe, dar expunerea la BPA este de manieră continuată pe tot parcursul vieții, ceea ce duce la îngrijorarea cu privire la posibilele efecte cumulative. Studierea acestui tip de interacțiune pe termen lung, prin doze mici este dificilă și, deși au existat numeroase studii, există discrepanțe considerabile între concluziile lor cu privire la natura efectelor observate, precum și la nivelurile la care acestea apar. O critică comună este că studiile sponsorizate de industrie tind să arate că BPA este mai sigur decât studiile efectuate de laboratoare academice sau guvernamentale,, deși acest lucru a fost explicat și prin faptul că studiile din industrie sunt concepute în condiții  mai bune. 
Agențiile de sănătate publică din UE,   SUA,  Canada, Australia și Japonia, precum și OMS au analizat toate riscurile pentru sănătate ale BPA și au constatat că expunerea normală este sub nivelul   stabilit de risc din prezent. Totuși, din cauza incertitudinii științifice, multe jurisdicții au luat măsuri pentru a reduce expunerea din motive de precauție. În special, sugarii sunt considerați a fi expuși unui risc mai mare, ceea ce a dus la interzicerea utilizării BPA în biberoane și produse conexe de către SUA, Canada și UE, printre alte țări. Producătorii de biberoane au trecut în mare măsură de la policarbonat la polipropilenă și există unele dovezi că expunerea la BPA la sugari a scăzut în urma acestui fapt. Agenția Europeană pentru Produse Chimice a adăugat BPA pe Lista de substanțe candidate de foarte mare îngrijorare, ceea ce ar facilita restricționarea sau interzicerea utilizării acestuia în viitor. 
BPA prezintă o toxicitate acută foarte scăzută, așa cum este indicat de doza letală medie de 4 g/kg (la șoarece). Rapoartele indică faptul că este un iritant minor al pielii, deși în mai mică măsură decât fenolul.